# Eugénie von der Leyen
Pour les articles homonymes, voir Von der Leyen.
Eugénie von der Leyen est une mystique issue de la haute noblesse allemande, née à Munich le 15 mai 1867 et morte à Unterdießen le 9 janvier 1929.

## Biographie
Selon son directeur spirituel, le père Sebastián Wieser, Eugenia avait une grâce spéciale, une permission de la Divine Providence , de 1921 à 1929 , qui lui permettait de contacter les âmes du Purgatoire. Après la nouvelle division du domaine territorial par le Congrès de Vienne, le prince von der Leyen a acquis les domaines Waal et Unterdießen. En 1924 le château Unterdießen a été reconstruit et le 26 juin 1925 le prince héritier est allé y vivre, et avec lui Eugénie, qui y est restée jusqu'à sa mort le 9 janvier 1929.
Eugénie voulait entrer dans un couvent, mais n'a pas été acceptée en raison de son mauvais état de santé. Elle en a essayé d'autres mais n'a pas pu.

## Œuvres
- Mes conversations avec les âmes du purgatoire, Christiana-Verlag, 1978[1].